# Akasaki Shuhei
Akasaki Shuhei (赤﨑 秀平 Akasaki Shūhei, sinh ngày 1 tháng 9 năm 1991) là một tiền đạo bóng đá người Nhật Bản hiện tại thi đấu cho Kawasaki Frontale ở J1 League.

## Sự nghiệp

### Kashima Antlers
Akasaki gia nhập Kashima Antlers theo dạng cho mượn từ Đại học Tsukuba ngày 17 tháng 4 năm 2013. Hai ngày sau khi hợp đồng cho mượn hết hạn, Antlers ký hợp đồng Akasaki theo dạng chuyển nhượng tự do. Akasaki trải qua thêm 2,5 năm với câu lạc bộ, ghi 23 bàn sau 92 trận đấu.

### Gamba Osaka
Ngày 12 tháng 3 năm 2017, Akasaki được cho mượn đến Gamba Osaka. Trong thời gian anh ở đây, Akasaki ghi 2 bàn sau 19 trận.

### Kawasaki Frontale
Ngày 1 tháng 2 năm 2018, Akasaki chuyển đến Kawasaki Frontale theo dạng chuyển nhượng tự do.

## Thống kê sự nghiệp
Cập nhật đến ngày 3 tháng 12 năm 2017.
| Câu lạc bộ          | Mùa giải            | Giải vô địch | Giải vô địch | Cúp Hoàng đế Nhật Bản | Cúp Hoàng đế Nhật Bản | J. League Cup | J. League Cup | AFC     | AFC       | Khác1   | Khác1     | Tổng    | Tổng      |
| Câu lạc bộ          | Mùa giải            | Số trận      | Bàn thắng    | Số trận               | Bàn thắng             | Số trận       | Bàn thắng     | Số trận | Bàn thắng | Số trận | Bàn thắng | Số trận | Bàn thắng |
| ------------------- | ------------------- | ------------ | ------------ | --------------------- | --------------------- | ------------- | ------------- | ------- | --------- | ------- | --------- | ------- | --------- |
| Kashima Antlers     | 2013                | 1            | 0            | -                     | -                     | 0             | 0             | -       | -         | -       | -         | 1       | 0         |
| Kashima Antlers     | 2014                | 15           | 5            | 1                     | 0                     | 3             | 2             | -       | -         | -       | -         | 19      | 7         |
| Kashima Antlers     | 2015                | 22           | 7            | 2                     | 0                     | 5             | 2             | 3       | 1         | -       | -         | 32      | 10        |
| Kashima Antlers     | 2016                | 24           | 2            | 5                     | 2                     | 4             | 0             | 0       | 0         | 7       | 2         | 40      | 6         |
| Kashima Antlers     | 2017                | 0            | 0            | 0                     | 0                     | 0             | 0             | 1       | 0         | 0       | 0         | 1       | 0         |
| Tổng                | Tổng                | 62           | 14           | 8                     | 2                     | 12            | 4             | 4       | 1         | 7       | 2         | 93      | 23        |
| Gamba Osaka         | 2017                | 14           | 1            | 3                     | 0                     | 2             | 1             | 0       | 0         | -       | -         | 19      | 2         |
| Tổng                | Tổng                | 14           | 1            | 3                     | 0                     | 2             | 1             | 0       | 0         | -       | -         | 19      | 2         |
| Kawasaki Frontale   | 2018                | 0            | 0            | 0                     | 0                     | 0             | 0             | 0       | 0         | -       | -         | 0       | 0         |
| Tổng                | Tổng                | 0            | 0            | 0                     | 0                     | 0             | 0             | 0       | 0         | -       | -         | 0       | 0         |
| Tổng cộng sự nghiệp | Tổng cộng sự nghiệp | 74           | 15           | 11                    | 2                     | 14            | 5             | 4       | 1         | 7       | 2         | 110     | 25        |

1Bao gồm số lần ra sân ở Giải bóng đá vô địch Suruga Bank, J. League Championship và Giải bóng đá Cúp câu lạc bộ thế giới.

## Danh hiệu

### Kashima Antlers
- Giải bóng đá vô địch Suruga Bank: 2013
- J. League Cup: 2015
- J.League: 2016
- Cúp Hoàng đế Nhật Bản: 2016
- Siêu cúp Nhật Bản: 2017